# Parti écologiste-démocrate
Pour les articles homonymes, voir Parti écologiste (homonymie).
Le Parti écologiste-démocrate (en allemand : Ökologisch-Demokratische Partei, abrégé en ÖDP ou OeDP) est un parti politique conservateur,, et écologiste allemand fondé en 1982 par des dissidents des Verts.
Les Jeunes écologistes constituent son organisation de jeunesse.

## Idéologie
L'ÖDP présente un programme très proche de l'Alliance 90 / Les Verts sur les questions environnementales mais beaucoup plus conservateur en ce qui concerne l'immigration et les droits des minorités. Sur des thématiques comme l'euthanasie, la peine de mort ou l'avortement, le parti défend le principe du droit à la vie.

## Histoire
Petit parti, l'ÖDP n'a jamais atteint le seuil des 5 % des voix lors d'un scrutin fédéral ou régional.
Lors des élections européennes de 2014, le seuil minimal pour obtenir un siège ayant été supprimé, le Parti écologiste-démocrate a pu, avec 0,7 % des voix, faire élire sa tête de liste, Klaus Buchner, au Parlement européen. Celui-ci siège au sein du groupe des Verts/Alliance libre européenne. Réélu en mai 2019, il démissionne et est remplacé par Manuela Ripa en juillet 2020.
Ursula Haverbeck, membre du parti et néo-nazie notoire, en est exclue en 1989 pour ses prises de positions négationnistes.
En 2019, l'ÖDP initie la pétition populaire « biodiversité et beauté de la nature en Bavière » en Bavière, qui rassemble 1,75 million de signatures et est adopté en l'état par le parlement régional,.

## Dirigeants

### Présidents
- Herbert Gruhl (1982-1989)
- Hans-Joachim Ritter (1989-1993)
- Bernd Richter (1993-1995)
- Hans Mangold (1995-1997)
- Susanne Bachmaier (1997-2000)
- Uwe Dolata (2000-2003)
- Klaus Buchner (2003-2010)
- Sebastian Frankenberger (2010-2014)
- Gabriela Schimmer-Göresz (2014-2017)
- Christoph Raabs (2018-2020)
- Christian Rechholz (2020-2022)
- Charlotte Schmid (depuis 2022)

### Secrétaires généraux
- 1er septembre 2001 - aujourd'hui : Claudius Moseler